# 曼尼旋風

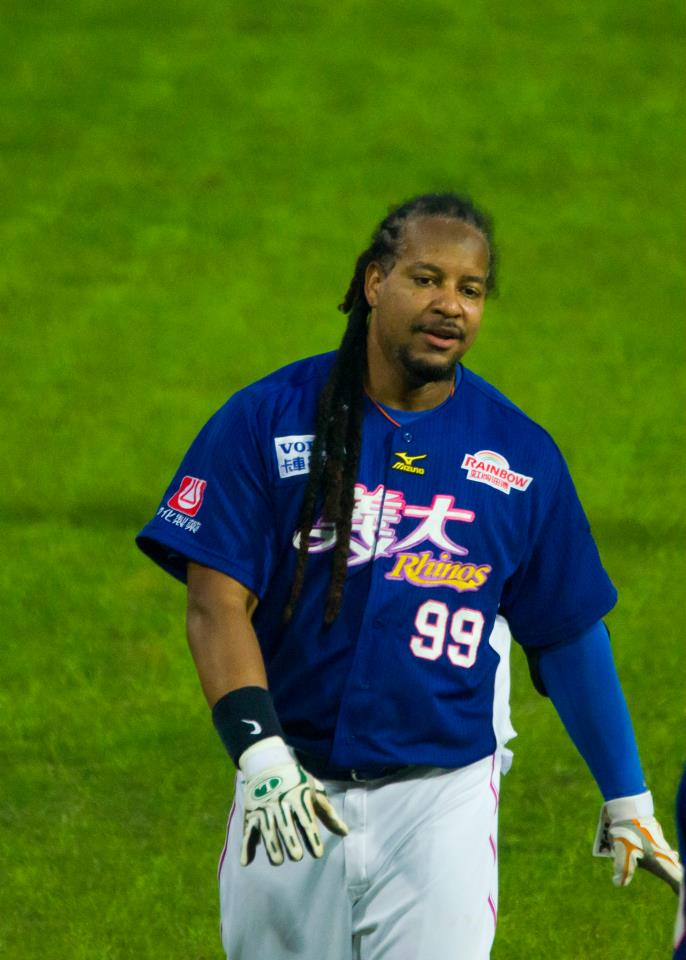
效力義大犀牛時期的曼尼·拉米瑞茲

曼尼旋風是讓中華職棒人氣大增的一個棒球熱潮。開始自2013年3月曼尼·拉米瑞茲確定來臺灣打球並且正式加盟義大犀牛，結束於6月拉米瑞茲在期滿時決定不和義大犀牛續約並離開台灣。是中職於2013年人氣復甦、進場觀眾大增的重要因素之一，極大的影響了中職在2010年代的發展。

## 背景

### 2010年至2012年中職票房黑暗期
由於2009年中華職棒假球事件以及興農牛「全本土政策」導致觀眾入場觀賽意願低落，連續3年中職場均觀眾在3000人以下，巨大虧損和球隊戰績不佳導致2012年球季結束後興農集團將球隊轉賣給義联集團。

### 2013年臺灣棒球熱潮
2013年世界棒球經典賽是中華隊第一次進入八強賽事，而且有在臺灣家喻戶曉的人氣球星王建民的加入，造成全臺灣的一波棒球熱潮。中華隊與韓國隊的比賽平均收視率來到了12.17，中華隊與日本隊的比賽平均收視率更是來到了15.3，收視率最高點達到24.8，是臺灣有線電視開台以來的單一節目最高收視率紀錄。

## 形成

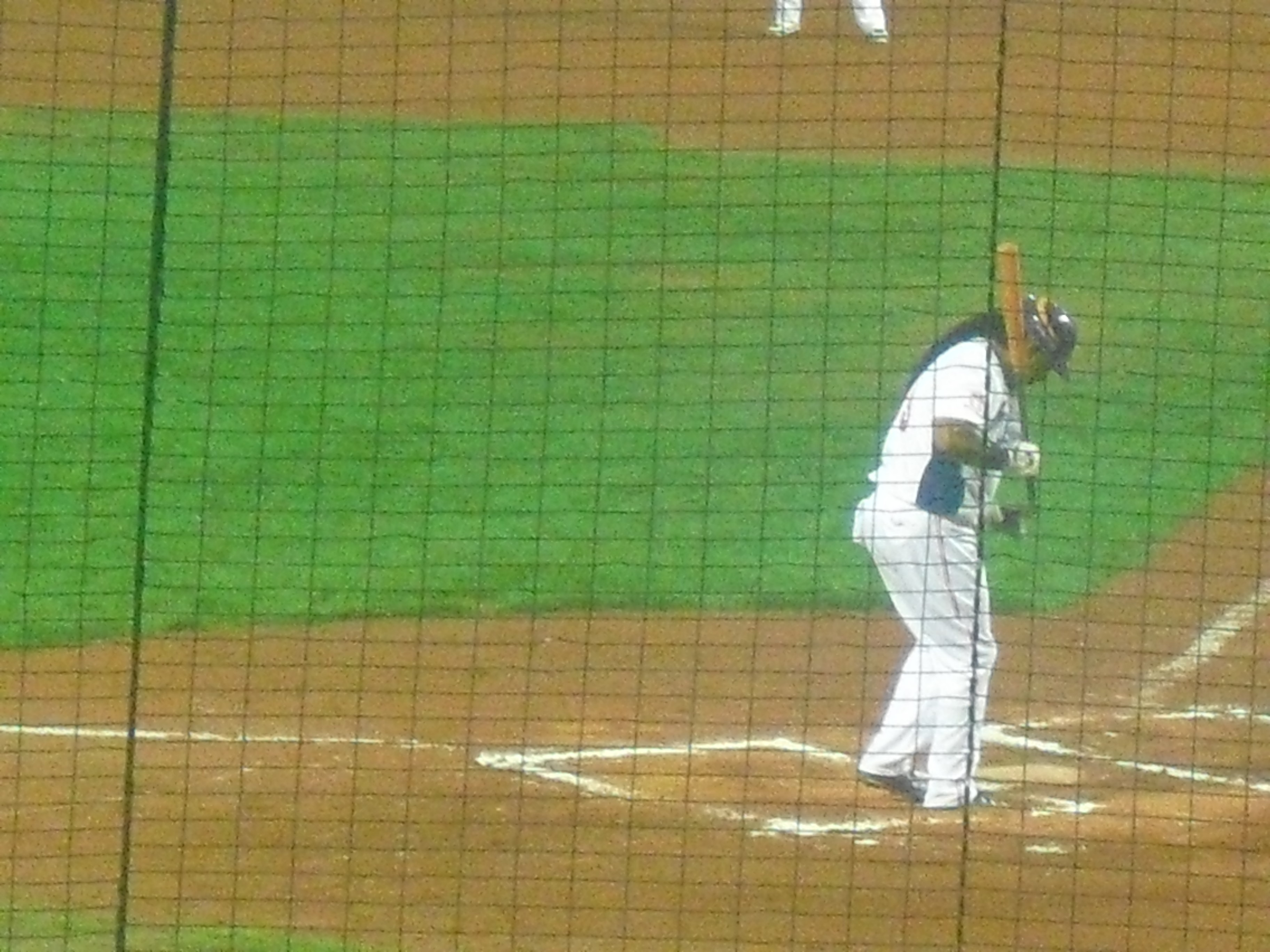
2013年4月13日，在臺中洲際棒球場義大犀牛與統一獅的比賽中。

2013年2月，傳出中華職棒義大犀牛有意網羅拉米瑞茲，該消息後經義大犀牛球團證實，拉米瑞茲的確在他們的網羅的洋將名單；若成功網羅，拉米瑞茲將成為中華職棒史上第一位手上至少乙枚世界大賽戒指和MVP、唯一曾參加過大聯盟10次以上明星賽、得過2次漢克阿倫獎（1999年、2004年）及9次美國職棒大聯盟銀棒獎（1995年、1999年－2006年），並曾在不同年份於美國職棒大聯盟分別獲得打點王（1500分以上）、打擊王以及全壘打王（500轟）的洋將 。
3月拉米瑞茲正式加盟義大犀牛，由於拉米瑞茲過去在波士頓紅襪的成績，被許多人視為是中職史上最強的外援，不少人想進場目睹大聯盟球星的球技和風采。
3月27日的中職開幕賽，全場共有2萬人進場（滿場），是當時中職單場比賽入場人數的新紀錄（此紀錄後來被陳金鋒退休賽打破）。

## 結束
6月19日，拉米瑞茲確定不與義大犀牛續約，因此義大隨即註銷其球員登錄，同月21日離開臺灣。拉米瑞茲總計在中華職棒出賽49場，留下打擊率3成52、上壘率4成22、長打率5成55、全壘打8支、43分打點的成績。

## 影響
截至2013年6月19日，義大犀牛場均觀眾為9135人，票房收入達新臺幣4900萬元。
2013年中職全年入場觀眾人數大增149.86%，平均每場觀眾人數來到6079人，單年平均每場觀眾人數僅次於1992年的6878人。四隊的每場觀眾成長率皆成長超過100%，義大犀牛隊更是成長了231.64%，每場平均每場觀眾6918人，成為2013年中職四隊平均每場觀眾人數最多的球隊。
2014年由於曼尼旋風的結束，中職平均每場觀眾人數大跌19.13%來到5103人。義大犀牛的平均每場觀眾人數大跌31.61%來到4731人，成為2014年中職四隊平均每場觀眾人數最少的一隊。
即使曼尼旋風不到3個月就結束，但是它仍帶給了中職深遠的影響。它讓中職得以擺脫票房黑暗期而迎來人氣復甦，此後的中職票房逐漸穩定，2013年開始中職已連續7年平均每場觀眾人數都在5000人以上，是史上最長紀錄。

## 評論
- 彭政閔：曼尼離台真的很可惜，他帶動的風潮無人能及，今年因WBC與曼尼創造中職今年熱潮，聯盟、球團、球員要想辦法留住且吸引更多球迷[11]。
- 周思齊：曼尼帶來的不只是票房，更是打球的態度，同時也打開大聯盟球星來台打球的大門，日後有更多球星到台灣，球探也跟著來，或許中職球員便有旅外發展機會[11]。
- 陳鏞基：很感謝曼尼為中職帶來的效益，期待未來有一天中職也可以栽培出大聯盟級球星[11]。